# Hans Bethe
Hans Albrecht Bethe (Strasburgo, 2 luglio 1906 – Ithaca, 6 marzo 2005) è stato un fisico e astronomo tedesco naturalizzato statunitense.

## Biografia
Figlio unico del fisiologo Albrecht Bethe e di Anna Kuhn, si trasferì negli Stati Uniti nel 1937 e diresse la divisione teorica del progetto Manhattan per la costruzione della bomba atomica a Los Alamos. Nel 1938 individuò un ciclo di reazioni termonucleari all'origine dell'energia del sole e della maggior parte delle stelle (ciclo di Bethe). Precisò, infatti, come si svolge in una stella il processo di trasformazione dell'idrogeno in elio, e individuò il fatto che, nelle stelle di massa maggiore del sole, l'idrogeno viene trasformato in elio con l'aiuto di un altro elemento, il carbonio, che funge da catalizzatore. Questa teoria rese possibile una revisione del diagramma H-R. Fu grazie a questa scoperta che nel 1967 gli fu assegnato il premio Nobel per la fisica.
Durante la seconda guerra mondiale, fu a capo della Divisione Teorica del laboratorio segreto di Los Alamos che sviluppò le prime bombe atomiche. Qui svolse un ruolo chiave nel calcolo della massa critica delle armi e nello sviluppo della teoria alla base del metodo di implosione utilizzato sia nel test Trinity che nell'arma "Fat Man" sganciata su Nagasaki nell'agosto 1945.
Dopo la guerra, Bethe ha svolto un ruolo importante anche nello sviluppo della bomba all'idrogeno, anche se inizialmente aveva aderito al progetto con la speranza di dimostrare che non era possibile realizzarla. In seguito Bethe si impegnò, insieme ad Albert Einstein e al Comitato di emergenza degli scienziati atomici, contro i test nucleari e la corsa agli armamenti nucleari. Contribuì a convincere le amministrazioni Kennedy e Nixon a firmare, rispettivamente, il Trattato per la messa al bando parziale degli esperimenti nucleari del 1963 e il Trattato sui missili anti-balistici (SALT I) del 1972.
La sua ricerca scientifica non si è mai fermata e ha continuato a pubblicare articoli fino ai novant'anni, diventando uno dei pochi scienziati ad aver pubblicato almeno un articolo importante nel suo campo in ogni decennio della sua carriera, che nel caso di Bethe è durata quasi settant'anni. Freeman Dyson, un tempo suo dottorando, lo ha definito il "supremo risolutore di problemi del XX secolo".

## Riconoscimenti
- Nel 1938 e nel 1940 ha ricevuto il Premio Morrison della New York Academy of Sciences[1].
- Nel 1947 gli è stata assegnata la Medaglia Henry Draper[2].
- Nel 1955 gli è stata attribuita la Medaglia Max Planck[3].
- Nel 1959 ha ricevuto il Franklin Award[4].
- Nel 1961 gli è stato attribuito l'Enrico Fermi Award[5].
- Nel 1961 gli è stata assegnata la Medaglia Eddington[6].
- Nel 1963 ha ricevuto il Premio Rumford[7].
- Nel 1967 ha ricevuto il Premio Nobel per la fisica.
- Nel 1975 gli è stata assegnata la President's National Medal of Science[8].
- Nel 1984 gli è stato assegnato l'onorificenza Pour le Mérite[9].
- Nel 1985 gli è stato assegnato il Vannevar Bush Award[10].
- Nel 1989 gli è stata attribuita la Medaglia d'oro Lomonosov[11].
- Nel 1992 ha condiviso con Józef Rotblat l'Albert Einstein Peace Award[12].
- Nel 1993 gli fu assegnata la Medaglia Oersted[13].
- Nel 2001 ha ricevuto la Los Alamos National Laboratory Medal[14].
- Nel 2001 gli è stata assegnata la Medaglia Bruce[15].
- Gli è stato dedicato un asteroide, 30828 Bethe e un premio, il Hans A. Bethe Prize[16].

## Pubblicazioni
- Hans Bethe, Teoria elementare del nucleo, trad. Tito Franzini, Einaudi Biblioteca di cultura scientifica XXX, Torino 1951.
- Hans Bethe, Philip Morrison, Teoria elementare del nucleo, Bollati Boringhieri, Torino 1962.